# قضية اغتصاب بنتالا 1990

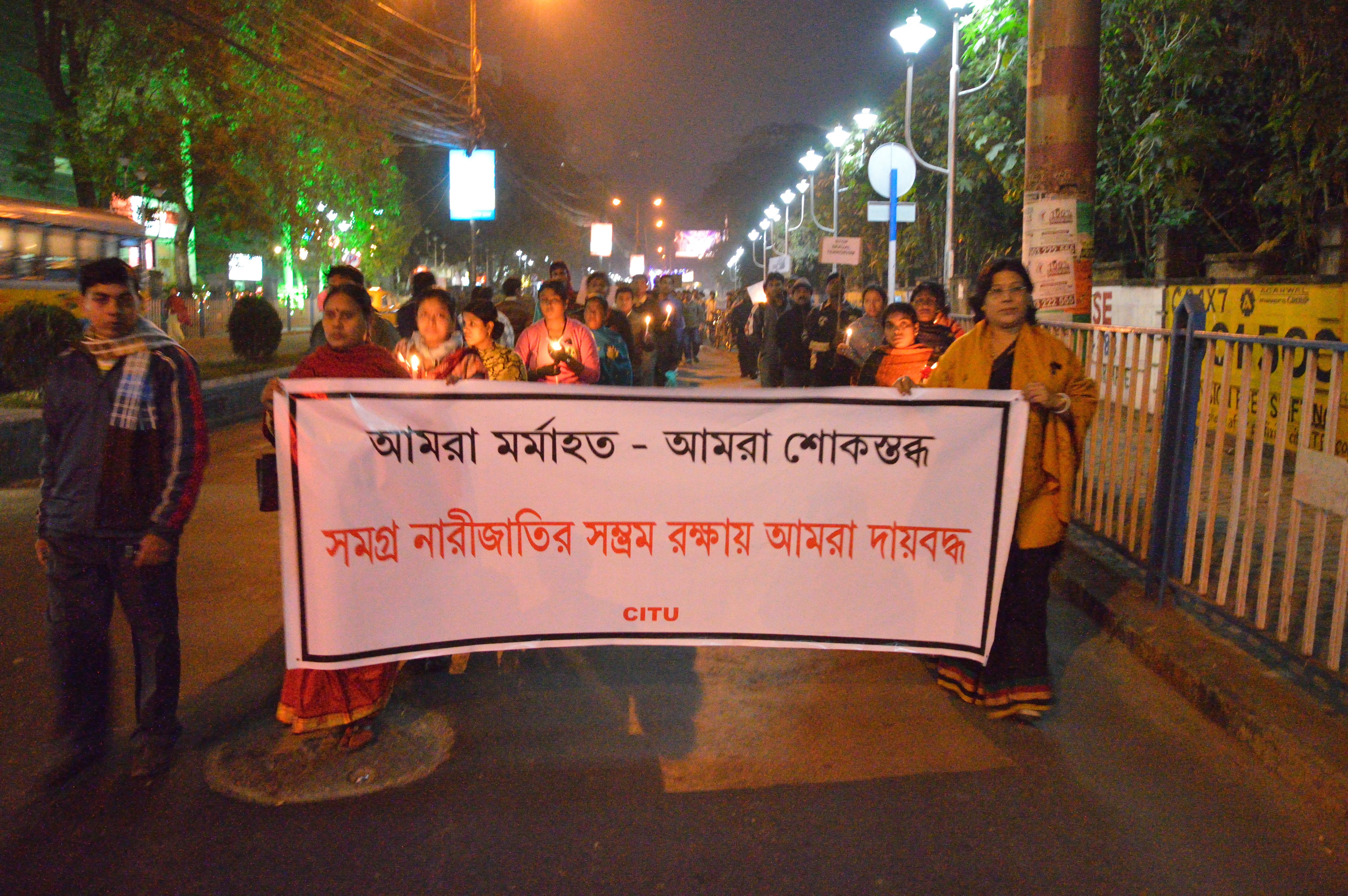

في 30 مايو 1990 ، اغتصب ثلاثة من موظفي الصحة، اثنان من إدارة الصحة في حكومة غرب البنغال وأخرى من اليونيسيف، في طريق بانتالا من قبل مجموعة من المجرمين عندما كانوا عائدين من غوسابا رانغبليليا. توفي أحد الضباط وسائقهم أثناء مقاومة المهاجمين.

## الواقعة
في 30 مايو 1990 ، كان فريق من ثلاثة من أخصائيي الصحة يعودون إلى كولكاتا بعد أن قاموا بتفحص برنامج تطعيمات في غوسابا. تألف الفريق من أنيتا ديوان، نائبة مدير الإعلام الإرشادي في دائرة صحة غرب البنغال. أوما غوش، موظفة كبيرة في قسم الصحة ؛ ورينو غوش، ممثل مكتب منظمة الصحة العالمية في اليونيسف في نيودلهي. حوالي الساعة 6:30 مساءً، عندما وصلوا إلى بانتالا بالقرب من الطريق الالتفافي الحضري الشرقي، أوقفت مجموعة من 4-5 شبان سيارتهم بالقرب من مكتب حزب الحزب الشيوعي الهندي. قام السائق أباني نايا بمحاولة للهرب، لكنه فقد السيطرة وانقلبت السيارة. في الوقت نفسه، وصلت مجموعة أخرى من الشبان الذين بلغ عددهم 10 إلى 12 شابًا إلى الموقع، حيث قاموا بسحب إحدى السيدات من السيارة، في حين قام الآخرون بسحب الفتاتين الأخريين. حاول سائق السيارة مقاومة الشباب، لكنه فشل. قتل المهاجمون السائق واضرموا النار في السيارة. ثم أخذوا الضباط إلى حقل أرز قريب واغتصبوا.تم قتل إحدى السيدات اللاتي حاولن مقاومة المغتصبين.